# Casa de Lecubarri
La casa de Lecubarri (en occitano y originalmente Lecoubarry) fue un antiguo linaje noble, posiblemente una rama cadete de los Ramnulfides, que gobernaron el condado de Poitiers y el ducado de Aquitania. A partir del siglo XIV, se establecieron con solar en Zaldu (Gordejuela), en Las Encartaciones de Vizcaya. El apellido, proviene de las raíces "Lek(h)u", que significa lugar, y "barri/berri", que quiere decir nuevo. En concreto, "sitio o lugar nuevo" haciendo referencia, en su día, a la instauración de una rama de los duques de Gascuña.
Miembros de la casa fueron importantes caballeros de las órdenes militares españolas, principalmente de la Orden de Alcántara, donde aparecían inscritos con frecuencia.

## Historia
Dicho linaje vasco-navarro data posiblemente de finales de la Alta Edad Media, alrededor del siglo XI. En cualquier caso, se tiene constancia certera del linaje en su versión castellanizada hasta por lo menos 1486. Según consta en fuentes antiguas, fue un hijo de Bernardo Guillén I, duque de Vasconia, el primero en portar el apellido, debido a su condición de bastardo nacido fuera del matrimonio. Con el paso del tiempo la onomástica del linaje desembocó en Lecubarri, versión castellanizada del apellido. Según el monje francés Adhemar de Chabannes, el duque mantenía romances con diversas mujeres, razón por la cual acabaría abdicando a favor de su hermano, Sancho Guillén VI, último duque bajo la Casa de Gascuña.

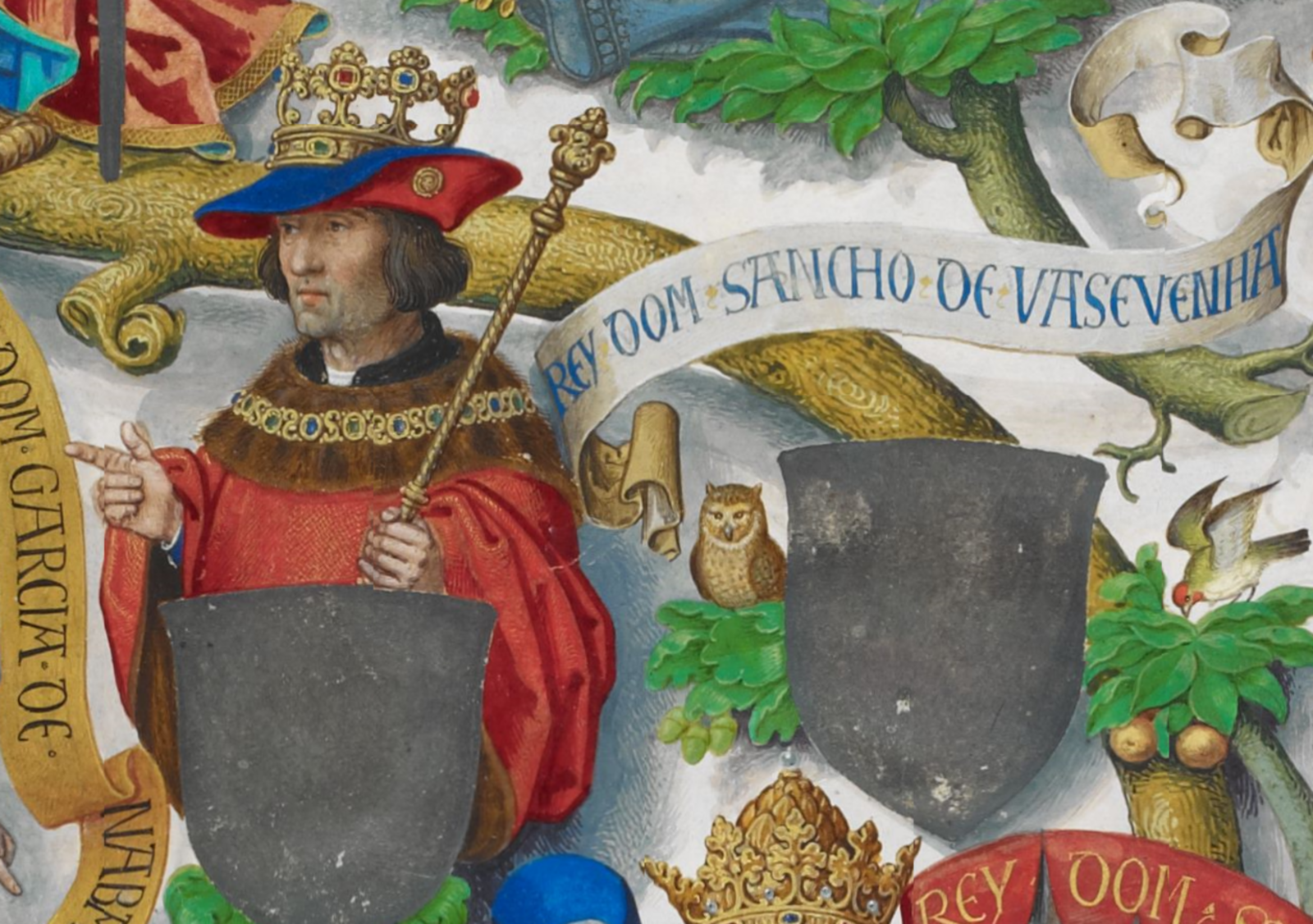
Sancho Guillén VI, hermano de Bernardo I, retratado en el árbol genealógico de los reyes de Portugal

La casa nobiliaria estuvo presente siglos más tarde en la corte del rey Teobaldo I, hijo de Blanca de Navarra y sobrino de Sancho el fuerte, donde formó parte de su servicio personal y guardia privada desde 1234 a 1240, obteniendo así, el Señorío de Lecubarri.

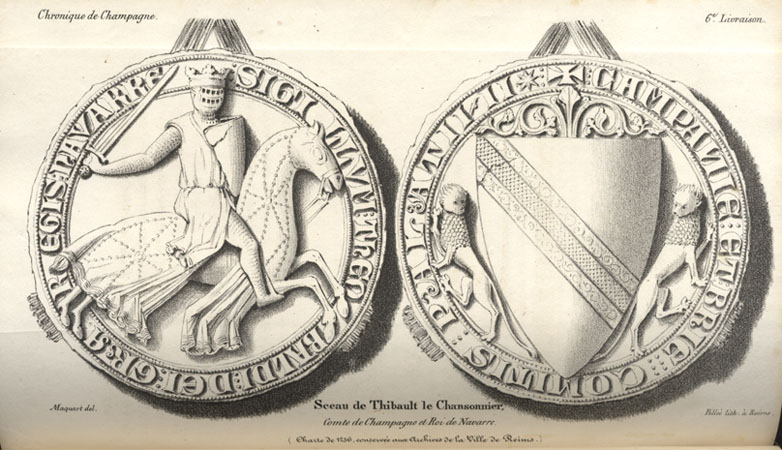
Sello personal de Teobaldo I, de cuya casa eran mayordomos mayores los Lecubarri, ca. 1234

El apellido figura en los expedientes de hidalguía de la Real Cancillería de Valladolid, donde aparece en el siglo XVIII en Portugalete (Vizcaya), la rama Lecubarri y Urioste, familia del duque de Bailén y quienes probaron su nobleza ahí.
También emparentaron en Bilbao con una ilustre y noble familia con gran influencia en el Señorío de Vizcaya; los Sarachaga, provenientes de Güeñes.

## Escudo
El escudo de armas de los Lecubarri, es de gules, con una cruz floreada de plata, cargada en su centro de una cruz griega negra, acompañada de cuatro panelas de gules perfiladas de oro; bordura componada de dieciséis compones de longitud igual, en los impares, de gules, un ramillete de trigo en oro y en los pares, de azur, un león rampante de plata. El Gules es el símbolo de la fuerza, del poder, del amor ferviente a Dios y al prójimo; tal es el significado de este esmalte. También se le puede añadir el afán de dominio, el coraje, la audacia y magnanimidad.